# براندان كانتي (دراج)
براندان كانتي (بالإنجليزية: Brendan Canty)‏ هو دراج أسترالي، ولد في 17 يناير 1992 في Frankston, Victoria ‏ في أستراليا.

## وصلات خارجية
- براندان كانتي على موقع الاتحاد الدولي للدراجات (الإنجليزية)
- براندان كانتي على موقع أرشيف الدراجات (الإنجليزية)
- براندان كانتي على موقع إحصائيات الدراجات الإحترافية (الإنجليزية)
- براندان كانتي على موقع نسبة الدراجات (الإنجليزية)